# 치에하누프군

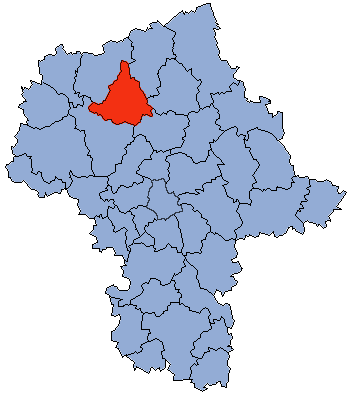
마조프셰주 지도에 표시된 치에하누프군의 위치

치에하누프군(폴란드어: powiat ciechanowski)은 폴란드 마조프셰주에 위치한 군으로 군청 소재지는 치에하누프이며 면적은 1,062.62km2, 인구는 89,460명(2019년 기준), 인구 밀도는 84명/km2이다.
북쪽으로는 므와바군, 북동쪽으로는 프샤스니시군, 동쪽으로는 마쿠프군, 푸우투스크군, 남쪽으로는 프원스크군과 접한다. 9개 지방 자치체(1개 도시, 1개 도시형 농촌, 7개 농촌)를 관할한다.

군기
군 문장